# Prostitution i Spanien
Under medeltiden tolererades särskilda bordellkvarter i städerna i Kastilien och Aragonien, vilka senare blev Spanien. År 1623 stängdes bordellerna, och prostituerade fick därefter arbeta på gatan. 
1845–1848 infördes ett system med reglementerad prostitution efter fransk modell. Den reglementerade prostitutionen avskaffades 1935, men återinfördes under Francoregimen 1941. 
År 1962 förbjöds prostitution. Personer i prostitution betraktades formellt sett som offer för kriminalitet och skulle rehabiliteras, men blev i realiteten ofta behandlade som brottslingar och riskerade att bli inspärrade på anstalt. Införandet av demokratin 1975 förändrade inte lagen förrän 1995, då förbudet upphävdes. Prostitution legaliserades dock inte. 
Att sälja sexuella handlingar är varken lagligt eller olagligt utan oreglerat. Däremot är hallickverksamhet förbjuden.